# VR Dr13 sorozat
A VR Dr 13 sorozat egy finn dízelmozdony-sorozat volt. 1962 és 1965 között gyártotta az ATB, VAL, LOK, SACM, TP és az SBG. 2000-ben selejtezték a sorozatot.